# أوغسطين مرمرجي الدومنكي
أوغسطين مرمرجي الدومنكي (و. 1881م/1298هـ-ت. 1963م/1382 هـ)
أوغسطين مَرْمَرْجي الدومنكي بن يوسف بن مقدسي جرجس بن شمعون. باحث لغويّ، من أعضاء المجمعين العربيين بدمشق والقاهرة. ومن رجال الكهنوت الدومينيكان سرياني الأصل.

## حياته
ولد في بغداد في 21 تموز عام 1881 من أبوين موصليين من الطائفة السريانية. تلقّى علومه في مدرسة الاتّفاق الكاثوليكيّة في بغداد. كان خاله فرنسيس جبران معلّمًا في المدرسة، فشمله برعايته. التحق بعدها بالمعهد الإكليريكي للآباء الدومينيكان في الموصل، وفيه تلقّى علومه العالية، فدرس الأدب العربي، واللغات: السريانية، واللاتينية، والفرنسية، والإنجليزية، والفلسفة، واللاهوت، والقوانين الكنسية، والتّاريخ الديني والمدني. وانخرط في سلك الكهنوت بالموصل.
سيم عام 1906 كاهنًا، وأُسنِدَت إليه إدارة أبرشيّة السريان في بغداد. وبعد 16 عامًا سافر إلى فرنسا، ودخل ديرًا هناك مدة سنتين. وقصد بعدها القدس فعُيِّن بها أستاذًا للغات الشرقية في المعهد الكتابي الآثاري الفرنسي التابع للدومينيكان. ومكث فيه نحو 40 عامًا إلى أن وافاه أجله بالقدس في 29 نيسان عام 1963.
كان غزير العلم باللغات الشرقية والغربية. له مؤلفات في هذا المضمار.وكان له رأي في ثنائية الكلمة العربية، يجعل أصلها من حرفين اثنين خلافًا للمعروف بين اللغويين العرب من أن الفعل ثلاثي الحروف، وهو أصل الكلمات في اللغة العربية. وتُعرَف هذه النّظريّة بالنَّظريَّة الثُّنائيَّة في الأصول.

## مؤلفاته
1. المعجميّة العربيّة على ضوء الثنائيّة والألسنيّة الساميّة (العنوان بالفرنسية:  Lexicographie arabe a la lumiere du bilitteralisme et de la philologie semitique)، القدس: مطبعة الآباء الفرنسيسيين، 1937.
2. هل العربية منطقية؟ أبحاث ثنائية ألسنية، جونية، 1947.
3. معجميات عربية سامية، جونية: مطبعة المرسلين اللبنانيين، 1950.
4. محاضرات مختارات في الدين، والفلسفة، والاجتماع، جونية: مطبعة المرسلين اللبنانيين، 1947.
5. بلدانية فلسطين العربية: جمع نصوصها، وأبجدها، وترجمها إلى الفرنسية ا. س. مرمرجي الدومنكي؛ وقف عليها وفهرسها محمد خليل الباشا، بيروت: عالم الكتب، 1407 هـ/1987م.